# میشائیل گیر
میشائیل گیر (انگلیسی: Michael Gier؛ زادهٔ ۱۹ ژوئیهٔ ۱۹۶۷) قایقران روئینگ اهل سوئیس بود.